# تام باتلر (دوچرخه‌سوار)
تام باتلر (انگلیسی: Tom Butler؛ زاده ۱۸۷۸) ورزشکار دوچرخه‌سواری پیست اهل ایالات متحده آمریکا بود.
وی در مسابقات کشوری و بین‌المللی در مجموع برندهٔ ۱ مدال نقره شده‌است.